# 阿卡卜利
26°42′44″N 1°22′15″E / 26.71222°N 1.37083°E

阿卡卜利（阿拉伯语：‎），是阿爾及利亞的城鎮，位於該國西南部阿德拉爾省，由奧萊夫區負責管轄，海拔高度226米，受沙漠氣候影響，2008年該城鎮人口10,171。